# Pycnandra acuminata
Pycnandra acuminata é uma espécie de planta da família Sapotaceae . É um arbusto da floresta tropical , endêmico da Nova Caledônia, e está adaptado aos solos ultramáficos ricos em níquel.
Pycnandra acuminata é notável como um dos hiperacumuladores mais prolíficos de metais traço conhecidos, absorvendo ativamente o níquel do solo e concentrando-o dentro da planta a uma concentração de até 25% de citrato de níquel como peso seco da seiva, que é de cor azul devido ao conteúdo de níquel. O nome vernacular em francês é sève bleue (blue sap).
A razão para essa adaptação não está bem estabelecida, mas metais pesados como o níquel no solo são geralmente tóxicos para as plantas e acredita-se que, ao complexá-los em sais orgânicos menos tóxicos e concentrá-los em certos tecidos, a planta pode proteger melhor outros tecidos sensíveis de níveis excessivos de íons metálicos tóxicos ou repelir herbívoros devido à toxicidade.
A ideia é que estas plantas ganham uma vantagem energética tendo em vista a facilidade dos mecanismos de defesa retirados do solo, assim não gastando energia como plantas que produzem sua própria toxina para afastar herbívoros.
Essas plantas são de interesse considerável devido ao seu uso potencial na fitorremediação de locais de antigas minas contaminados por metais pesados, ou potencialmente até mesmo como um meio de fitominação não destrutiva de solos ricos em metais, permitindo que os metais sejam colhidos de maneira ambientalmente sustentável e assim trazendo de volta a saúde do solo de uma região, evitando que resquícios de níquel cheguem até rios e mananciais assim evitando contaminação das populações locais.
A afinidade incomum da árvore pelo níquel veio à tona pela primeira vez na década de 1970, e a pesquisa em outras plantas hiperacumuladoras aumentou desde então. Porem sem grandes descobertas além da própria planta.